# Industrias Reunidas Españolas
No confundir con International Racing Engineering, con quien comparte el acrónimo IRESA
Industrias Reunidas Españolas, también conocida por el acrónimo IRESA, fue una empresa basada en el barrio madrileño de La Guindalera. Fue fundada hacia 1949 por Antonio de Baigorren, basando su producción en los motores auxiliares destinados a las bicicletas.

## Historia
IRESA comenzó fabricando motores de 48 cm³, ampliando después su gama de producto a motores de mayor capacidad, tales como 65 cm³ y 98 cm³, que eran equipados principalmente en motocicletas.
Hacia junio de 1953 se fabricó una versión todavía más grande, de 200 cm³, destinado a equipar una motocicleta denominada como Ideal, y basado en un motor fabricado por Hispano Villiers, resultando ser un producto poco fiable debido a la mala calidad generalizada de las materias primas con las que era fabricado. Además, entre los años 1955 y 1958 también se utilizó este último motor para equipar un modelo de motocarro y un prototipo de microcoche. En 1962 la fábrica sufrió un incendio, provocando el posterior cierre de la empresa.

## Productos
Hay constancia de que varios fabricantes de microcoches externos a IRESA utilizaron sus motores para equipar sus modelos, entre los que se encuentran F.G.L., Kapi, Jip y Chiqui. Con la intención de realizar demostraciones, IRESA desarrolló un prototipo de tres ruedas que fue matriculado en Madrid en 1963 (un año después del cierre de la empresa) con la matrícula M-336752.